# Beatriz de la Fuente
Pour les articles homonymes, voir De la Fuente.
Beatriz Ramírez de la Fuente,, née le 6 février 1929 à Mexico et morte le 20 juin 2005 à Mexico, est une historienne et mésoaméricaniste mexicaine.

## Biographie

### Formation
Elle a suivi toute sa formation universitaire à la faculté de philosophie et de lettres de l'Université nationale autonome du Mexique (UNAM), où elle a obtenu une licence d'histoire en 1957, une maîtrise d'histoire des arts en 1963 et un doctorat d'histoire en 1974.

### Carrière
Elle a principalement travaillé sur l'art précolombien, en particulier l'art olmèque et la peinture murale précolombienne à partir de son premier voyage à Palenque et Xalapa.

### Enseignement
De 1959 à 1971, elle a enseigné l'histoire de la critique d'art à l'Université ibéro-américaine de Mexico.
De 1969 à 1989, elle a enseigné l'art précolombien au collège d'histoire de la faculté de philosophie et de lettres de l'UNAM.
De 1970 à 1973, elle a enseigné l'art et la société précolombiens à l'École nationale d'anthropologie et d'histoire (ENAH).
Elle a été invitée, en tant que professeur, dans de nombreuses universités mexicaines et internationales, a participé à de nombreux congrès et tables rondes et réalisé des conférences dans plusieurs pays.

### Recherche
En 1967, elle a obtenu un poste de chercheur titulaire à l'institut de recherches esthétiques de l'UNAM.

### Autres charges
De 1963 à 1970, elle a dirigé l'école d'histoire de l'art de l'Université ibéro-américaine de Mexico.
En 1971, elle a fondé le séminaire de recherche d'art préhispanique, qu'elle a ensuite dirigé.
De 1979 à 1996, elle a été vice-présidente du comité international d'histoire de l'art.
De 1980 à 1986, elle a dirigé l'institut de recherches esthétiques de l'UNAM.
De 1990 à 2003, elle a été coordinatrice du séminaire de peinture murale préhispanique de l'institut de recherches esthétiques de l'UNAM.

## Publications

### Livres
- (es) La escultura de Palenque, UNAM, 1965.
- (es) Escultura funeraria prehispánica, UNAM, 1974 (rééd. en 1992 par El Colegio Nacional).
- (es) Los hombres de piedra. Escultura olmeca, UNAM, 1978.
- (es) Escultura huasteca en piedra, UNAM, 1980.
- (es) Arte prehispánico en la región del Pacífico, La Muralla, 1983.
- (es) Peldaños en la conciencia. Rostros en la plástica prehispánica, UNAM, 1985.
- (es) Avec Nelly Gutiérrez Solana, Escultura en piedra de Tula, UNAM, 1988.
- (es) Coordination de La pintura mural prehispánica en México : Teotihuacan, UNAM, 1996-1997.
- (es) Supervision de La pintura mural prehispánica en México. Área maya : Bonampak, UNAM, 1997-1998.

### Articles
- (es) Los huaxtecas, Museo de Xalapa, 1992.
- (en) Order and Nature in Olmec Art, dans Ancient America. Art of Sacred Landscapes, 1992.
- (es) Los olmecas, dans México en el mundo de las colecciones de arte, 1993.
- (es) Xochicalco, una cima cultural, dans La Acrópolis de Xochicalco, 1995.
- (es) Centinelas de la eternidad, dans Los mayas clásicos, 1997.

## Distinctions
Elle est devenue membre de l'académie des arts du Mexique en 1980 puis le premier membre féminin du Collège national du Mexique en 1985.
En 1989, elle a reçu le prix national mexicain des sciences et des arts, dans les domaines de l'histoire, des sciences sociales et de la philosophie.
Elle a reçu le titre de chercheur émérite de l'Institut de recherches esthétiques de l'UNAM en 1995.
Première mexicaine à recevoir, à titre posthume, le prix Tatiana Proskouriakoff du musée Peabody d'archéologie et d'ethnologie de l'Université Harvard.
Le « Museo de murales teotihuacanos » a été créé en témoignage de ses recherches sur la peinture murale de Teotihuacan et porte son nom.